# Lycaeides postrauraca
Lycaeides postrauraca är en fjärilsart som beskrevs av Beuret 1934. Lycaeides postrauraca ingår i släktet Lycaeides och familjen juvelvingar. Inga underarter finns listade i Catalogue of Life.